# Chrysoprasis rugulicollis
Chrysoprasis rugulicollis är en skalbaggsart som beskrevs av Bates 1870. Chrysoprasis rugulicollis ingår i släktet Chrysoprasis och familjen långhorningar. Inga underarter finns listade i Catalogue of Life.